# 翁座
翁座（おきなざ）は、広島県府中市上下町上下にある建築物。
かつて芝居小屋・劇場・映画館として使用された。2000年代以降には建物としての価値が再評価され、建設当時の構造に配慮した復旧が行われて、一般に公開されている。

## 歴史

### 開館
1923年（大正12年）に甲奴郡上下町に着工し、1925年（大正14年）に上棟式を行った。1927年（昭和2年）に翁座が開館した。

### 戦後の歴史
1947年（昭和22年）11月、農地解放を祝う神楽を興行した。戦後は映画館に改装され、1954年の『全国映画館総覧 1954』には木造で定員400、松竹作品の上映館として掲載されている。その後、工場などとしても使われた後に閉鎖された。

### 近年の動向
2014年（平成26年）、ひろしまたてものがたり「100セレクション」に選ばれ、また、「ベストセレクション30」「人気ランキングベスト30」にも選ばれた。
2018年（平成30年）には府中市が所有者となった。2020年（令和2年）8月には国の登録有形文化財に登録され、2021年（令和3年）4月に一般公開を開始した。
2023年（令和5年）3月には建物内に猿が侵入し、舞台の幕を噛み千切られるなどの被害が起きた。
2024年（令和6年）10月17日、十八世中村勘三郎 十三回忌追善「錦秋歌舞伎特別公演 2024」を開催した。六代目中村勘九郎や二代目中村七之助、二代目中村鶴松が出演している。

## 建築
大正時代に建てられた木造2階建の芝居小屋であり、本格的な芝居小屋としては中国地方に唯一現存するとされる。廻り舞台、花道、すっぽん、奈落、楽屋などの舞台装置を有する。
開館100年に向けた改修案
市は、開館100年に当たる2027年度に工事完了を目指す方向で改修計画を作成中で、2024年8月3日、主に芝居小屋だった1951年までの翁座を再現する案と、芝居小屋と映画館機能を兼ね備えた1951年ごろの案が提示された。2024年秋に改修の基本設計をつくり、2024年度内に実施設計をまとめる方針とした。
2024年11月21日、小野申人市長は記者会見を開き、市財政悪化により改修計画を休止する方針を明らかにし、開館100周年となる2027年度に回り舞台や升席を復元する改装オープンを目指し設計を進めていたが、設計を本年度内に完了させるとした上で「改修には費用がかなりかかり、当面は現状のまま活用していく」と説明した。